# Gustave de Penmarch
Jules François Marie Duplessis Kergomard, dit Gustave de Penmarch (né le 14 juillet 1822 à Morlaix et mort le 28 mars 1901 dans la même ville) est un poète, journaliste et chansonnier français.

## Biographie
Mari de Pauline Kergomard qu'il épouse en 1863, il écrit sous son pseudonyme de nombreux poèmes, souvent mis en musique par Alfred Dufresne.
Il collabore à la Revue de Paris et publie en 1851 un recueil de poésies, Les Feux follets.
En 1875, il publie et préface les « œuvres posthumes » de Gustave de Penmarch qui n'est autre que lui-même.

## Œuvres
- Heureuse !, poésie, musique de Dufresne, 1851
- Les Feux follets, poésies, 1851
- Reflets de Printemps, poésie, musique de Dufresne, 1853
- La Colombe, poésie, musique de Dufresne, 1854
- Écoute, poésie, musique de Dufresne, 1854
- L’Étoile, poésie, musique de Dufresne, 1854
- L'Heure des adieux, poésie, musique de Dufresne, 1854
- Le Sommeil des fleurs, poésie, musique de Dufresne, 1854
- Sous la tonnelle, poésie, musique de Dufresne, 1855
- Les Voix dans l'air, rêverie, musique de Dufresne, 1857
- Adieu paniers vendanges sont faites, chanson, musique d'Alfred Dufresne, 1858
- Essai biographique sur Marie Rouault, directeur du Musée géologique de Rennes, in La Sylphide du 30 août 1861
- Les Filles romanesques, publié sous son vrai patronyme, 1865
- Enora, poésies, 1868
- Gustave de Penmarch. Œuvres posthumes d'un poète breton, préface de Jules Kergomard, 1875
- Le Sommeil des fleurs, poésie, musique de Camille Saint-Saëns, 1878
- Washington, 1880

## Hommages
Charles-Louis Chassin lui dédie son ouvrage sur le poète nationaliste hongrois Sándor Petőfi. La dédicace est « À mon ami Jules Kergomard, volontaire dans l'armée de Garibaldi ».